# Papaver dubium
Espèce
Papaver dubium, le Pavot douteux, aussi nommé Petit coquelicot ou Coquelicot douteux, est une espèce de plantes à fleurs de la famille des Papavéracées originaire de la région méditerranéenne.
C'est un cousin du pavot somnifère, mais surtout proche du Coquelicot, qui croît en Europe dans les terres meubles et les anciennes friches.

## Description
La floraison a lieu de mars à juillet.

## Distribution et habitat
Papaver dubium se rencontre dans les champs de céréales, dans les oliveraies et sur les bords des chemins.
L'espèce est présente dans tout le bassin méditerranéen.